# Jean-Philippe Biojout
Jean-Philippe Biojout (Montreuil, 1971. június 3. –) francia basszbariton operaénekes, 2014-től a Szegedi Nemzeti Színház vendégművésze.

## Élete
Philippe Biojout francia építész fia.